# Das Pfennig-Magazin
Das Pfennig-Magazin, herausgegeben in Gemeinschaft mit der Gesellschaft zur Verbreitung gemeinnütziger Kenntnisse, war die erste wöchentlich erscheinende deutsche Zeitschrift, die für die Vermittlung von populärwissenschaftlichen, insbesondere medizinisch-naturkundlicher Erkenntnisse auf die Verbindung von Text und Bild setzte. Möglich wurde dies durch die Entwicklung des Holzstichs, der im Vergleich zum bis dahin für die Vervielfältigung von Abbildungen benutzten Kupferstichs weniger aufwendig in der Herstellung und für hohe Auflagen besser geeignet war.
Das Pfennig-Magazin erschien wöchentlich vom 4. Mai 1833 bis 1855 mit einer Auflage von bis zu 100.000 Exemplaren, z. B. im Jahr 1847. Die Hefte umfassten jeweils acht Seiten im Quartformat, die mit bis zu sechs Holzstichen illustriert waren. In Nr. 1 des Pfennig-Magazins heißt es: „Die Verbreitung nützlicher Kenntnisse ist das schönste Geschenk, das man seinem Jahrhundert machen kann.“
Die redaktionelle Leitung hatte bis 1834 der Buchhändler und spätere Verleger Johann Jakob Weber, der ab 1843 mit der Illustrierten Zeitung die erste großformatige, wöchentliche Bilder-Zeitschrift in Deutschland herausgab.

## Hintergrund und Entwicklung
Die Pfennig-Magazine gelten als Vorläufer der Illustrierten. Typisch für diese Magazine war die Vermittlung populärwissenschaftlicher Themen durch die Verbindung von Text und Bild. Das erste Magazin dieser Art war das seit 1832 in England erscheinende Penny Magazine, das sich die Verbreitung nützlicher Kenntnisse zu einem für die Mittelschicht und die Arbeiterschaft erschwinglichen Preis zum Ziel gesetzt hatte. Der große Erfolg dieses Konzepts, bereits Ende 1832 wurde eine Auflage von 200.000 Exemplaren erreicht, führte dazu, dass auch in anderen Ländern wie in Frankreich mit dem Le Magasin pittoresque vergleichbare Publikationen verlegt wurden. Martin Bossange, der Pariser Verleger des Magasin pittoresque, veranlasste über seine Leipziger Filialbuchhandlung die Herausgabe einer deutschen Ausgabe. Das Pfennig-Magazin erschien zum ersten Mal im Mai 1833 unter der redaktionellen Leitung von Johann Jakob Weber. Als bereits nach kurzer Zeit der Verleger Friedrich Arnold Brockhaus die Zeitschrift übernahm, machte sich Weber mit einem eigenen Verlag selbstständig.
Im deutschsprachigen Raum löste das Pfennig-Magazin die von Martin Pansa in Breslau bzw. Leipzig begründete Tradition der Gesundheits-Katechismen ab.
„Das Pressewesen im Deutschen Bund war in den 1830er Jahren presserechtlich einengend bestimmt. Alle Schriften bis zu 20 Druckbogen unterlagen einer Zensur und Stempelsteuer, die zum Ziel hatte, die Erörterung politischer Angelegenheiten auf das geringste Maß zu beschränken. […] Die Beschränkung der deutschen Pfennig-Magazine auf die knapp gehaltene Vermittlung von ethnologischen, archäologischen, kunstgeschichtlichen sowie geistes-, technik- und naturwissenschaftlichen Themen, lag folglich nicht in einem volkserzieherischen Konzept, sondern die Steuerabgabe zwang zur inhaltlichen Reduzierung auf nicht-aktuelle und nicht-politische Beiträge der Blätter.“
Mit dem Aufkommen der illustrierten Zeitschriften in den 1840er Jahren musste sich das Pfennig-Magazin den veränderten Leserbedürfnissen anpassen und erschien in der Januarausgabe 1843 mit dem Untertitel „für Belehrung und Unterhaltung“: „Wir glauben dem Zweck unseres Magazins, gemeinnützige Kenntnisse zu verbreiten, dahingehend erweitern zu müssen, daß dies nicht mehr, wie bisher blos in der Form der Belehrung, sondern so weit es möglich ist, auch in der Form der Unterhaltung geschehe.“
Das konkurrierende, 1853 begründete Magazin Die Gartenlaube löste 1855 das Pfennig-Magazin endgültig ab.